# 美術検定
美術検定（びじゅつけんてい）とは、美術の知識や教養を問う日本の検定試験で、一般社団法人美術検定協会により実施されている。

## 概要
美術の知識・教養を高め、鑑賞力を養いつつ、積極的にアートにかかわる人を育成するプログラムとして2003年から株式会社美術出版社が実施してきた「アートナビゲーター検定」が、2007年（平成19年）より「美術検定」として名称が変更された。2018年9月一般社団法人美術検定協会が設立され、美術出版社より事業を引き継ぐ。
美術検定は、絵を描く際に必要な描画技術が問われるような実技試験ではなく、美術に関する知識を問う筆記試験であり、すべての級が筆記試験にて実施される。
1級 - 3級は年1回（11月第2週）オンライン開催。4級はオンラインで通年受験可能。

## 受験資格
- 1級：美術検定2級(旧アートナビゲーター検定2級)取得者。
- 2 - 4級：制限なし

## 検定級
- 1級 - 美術に関する幅広い知識・情報をもとに、美術作品や美術をめぐる動向について自身で解釈・思考ができる。さらに他者に対し、より深い作品の理解へ導くための、具体的なナビゲート（道案内）の方法や手段を考えることができる。
  - 試験方式 - 選択式および記述式
  - 試験範囲 - 美術鑑賞の場の役割や機能・現状に関する知識をはじめ、鑑賞をする視点からの作品描写やより楽しい鑑賞のためのアイデアなど実践的な現場で求められる能力が記述式問題で問われる。

- 2級 - 美術に関する幅広い知識を持ち、美術史に関わる様々な概念を理解する。また美術鑑賞の場の役割や現状を理解する。
  - 試験方式 - 選択式（約100問）美術史問題 約85問/60分・実践問題 約15問/30分
  - 試験範囲 - 西洋美術・日本美術史の基本的な知識や情報を始め、建築工芸や技法・写真映像・現代美術・美術館など幅広い美術の知識がマークシート問題で問われる。また社会と美術史、作品との関連を踏まえて美術鑑賞の場の役割や機能・現状に関する知識が穴埋め問題で問われる。

- 3級 - 西洋美術・日本美術の基礎知識に加え、動向や形式など美術史に関わる概念を理解し、歴史的な流れを知る。
  - 試験方式 - 選択式（約100問）/60分　
  - 試験範囲 - 西洋美術・日本美術史に登場する作品や作家、美術の動向や形式・時代背景など歴史的な流れについて問われる。

- 4級 - 西洋美術・日本美術の基礎知識として、代表的な作品や作家を知る。
  - 試験方式 - 選択式（約50問）/45分
  - 試験範囲 - 西洋美術・日本美術史の中から代表的な作品や作家などについて問われる。

## 取得後の称号
検定試験合格者の呼称は、「美術検定4級」・「美術検定3級」・「美術検定2級」・「美術検定1級・アートナビゲーター」になる。

## 沿革
2003年 美術出版社主催で「第1回アートナビゲーター検定試験」開催、東京・大阪にて実施。 
2007年「美術検定」と名称変更、美術館連絡協議会・読売新聞社・美術出版社との共催（ - 2012年）により開催。東京・大阪・北海道・名古屋・福岡にて実施
2008年 1 - 3級に加え、新たに4級を設置
2010年 団体受験実施および「レベルチェック」・「直前模試」開始
2012年「美術検定」応援館による合格者への特典提供開始
2017年「美術検定」統計分析開始
2018年「一般社団法人 美術検定協会」設立
2020年「4級オンライン試験」通年実施開始、「3級 - 1級オンライン試験」実施

## 参考書
- 『アートの裏側を知るキーワード』美術出版社 2018年
- 『続 西洋・日本美術史の基本 美術検定1・2級公式テキスト』美術出版社 2016年
- 『改訂版 西洋・日本美術史の基本　美術検定1･2･3級公式テキスト』美術出版社 2014年
- 『この絵、誰の絵？ 100の名作で西洋・日本美術入門』美術出版社 2008年
- 『知る、わかる、みえる 美術検定4級問題 入門編：introduction』美術出版社 2021年
- 『知る、わかる、みえる 美術検定3級問題 基本編：basic』美術出版社 2021年
- 『知る、わかる、みえる 美術検定2級問題 応用編：intermediate』美術出版社 2021年
- 『西洋・日本美術史の年表 一目瞭然！ 美術の流れ』美術出版社 2009年